# Platylytron
Platylytron is een geslacht van kevers uit de familie van de loopkevers (Carabidae). De wetenschappelijke naam van het geslacht is voor het eerst geldig gepubliceerd in 1873 door MacLeay.

## Soorten
Het geslacht Platylytron is monotypisch en omvat slechts de volgende soort:
- Platylytron amplipenne Macleay, 1873